# Regne d'Alània
El Regne d'Alània fou un regne medieval dels alans (proto-ossetes) que florí al Caucas del Nord, aproximadament a la ubicació de Circàssia i l'actual Ossètia del Nord - Alània, des de la seva independència dels khàzars a finals del segle ix fins a la seva destrucció pels invasors mongols el 1238–1239. El regne assolí el seu apogeu al segle xi, durant el regnat de Durgulel.